# لاسکی بروسکیه
لاسکی بروسکیه (به لاتین: Laski Bruskie) یک روستا در لهستان است که در گمینا ستار بروس واقع شده‌است. لاسکی بروسکیه ۳۷ نفر جمعیت دارد.